# Ibn Jaldún
Abū Zayd ‘Abdu r-Raḥman bin Muḥammad bin Khaldūn Al-Hadrami (en árabe: أبو زيد عبد الرحمن بن محمد بن خلدون الحضرمي‎.; Túnez, 27 de mayo de 1332-El Cairo, 17 de marzo de 1406), conocido en español como Ibn Jaldún o menos comúnmente como Abenjaldún o Ibn Khaldūn, fue un historiador, sociólogo, geógrafo, demógrafo, economista, filósofo y funcionario musulmán de origen andalusí. Su obra más conocida es Muqaddima (del árabe: Introducción a la historia universal), un temprano tratado sobre teoría de la historia, sociología, demografía y economía. Por ello es considerado padre de las anteriores disciplinas y, en general, de las ciencias sociales en la ciencia islámica.
Según Arnold J. Toynbee  «Abenjaldún concibió y formuló una filosofía de la historia que es sin duda el trabajo más grande que jamás haya sido creado por una persona en ningún tiempo y en ningún país». Existe registro de que sus manuscritos existen en España desde antes del siglo XVIII (en el palacio de El Escorial clasificado como Ben Mohamad Ebn Khaldun Alhadrami,  Granatensi. Ejus epitome theologiae dogmaticae, cui titulus medulla, opus autographum  y otro catalogado en el BNE) lo que hace posible que este autor fuese conocido desde la Edad Media en la Península, incluso influyente en eruditos españoles como de la Escuela de Salamanca.

## Biografía

### Orígenes

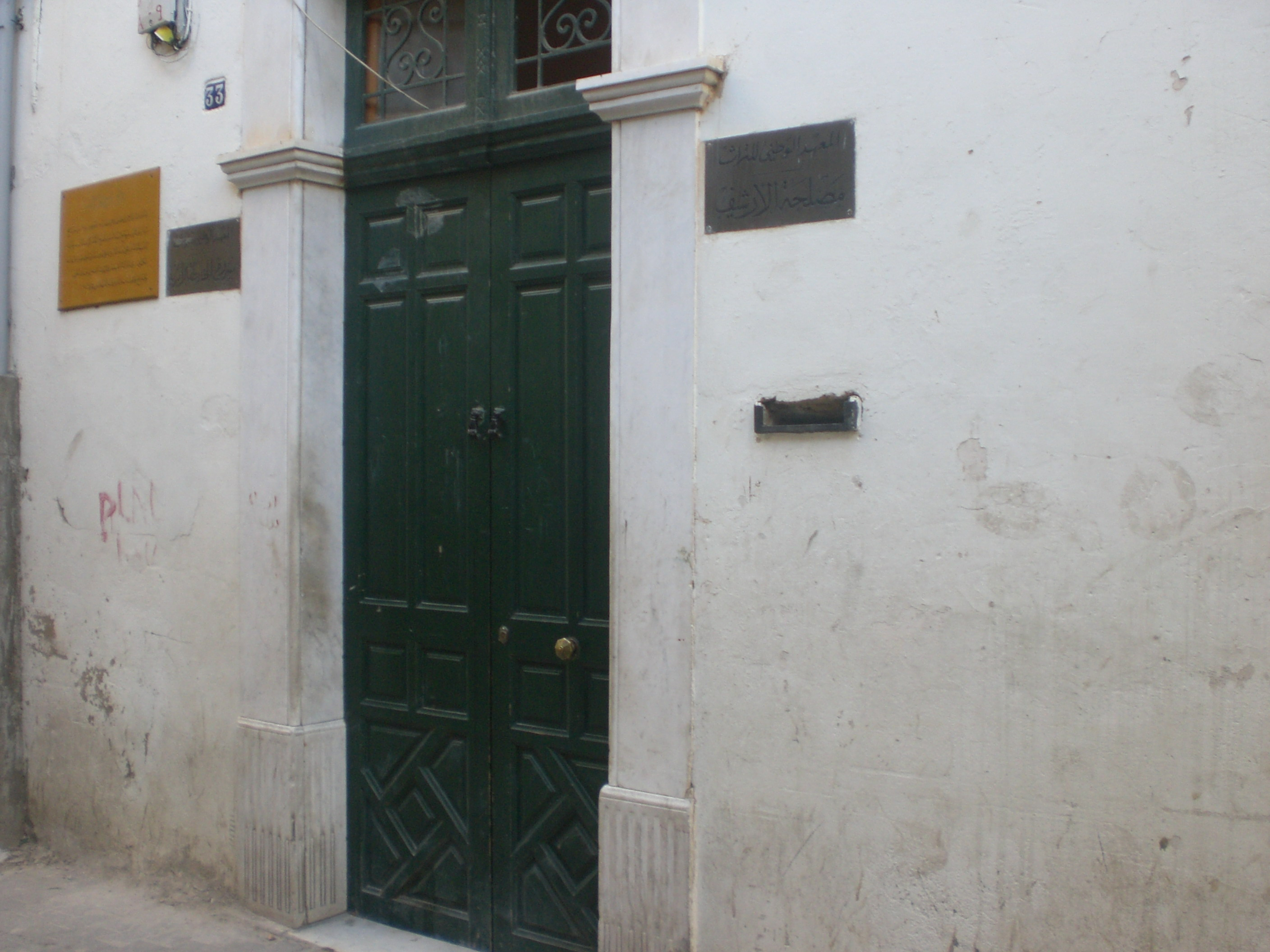
Casa natal de Abenjaldún en la medina de Túnez

Su familia fue dueña de lo que es actualmente Hacienda Torre de Doña María en la actual Dos Hermanas (Sevilla) pero, en algún momento a comienzos de la década de los treinta del siglo XIII y ante el imparable avance cristiano que tuvo lugar tras la batalla de las Navas de Tolosa, decidió abandonar Sevilla. La ciudad sería finalmente conquistada por el rey Fernando III de Castilla en 1248, viviendo en el momento histórico en el que el Islam comenzaba su decadencia política. La vida de Abenjaldún está relativamente bien documentada, ya que escribió una autobiografía (التعريف بابن خلدون ورحلته غربا وشرقا, at-Ta'rīf bi-ibn Jaldūn wa-Riḥlatih Gharban wa-Sharqan) en la que se citan numerosos documentos sobre su vida.  
Abenjaldún nació en Túnez el 27 de mayo de 1332 d. C. (732 DH) en una familia andalusí de ascendencia árabe, el antepasado de la familia era, según él, un árabe yemenita que compartía parentesco con Waíl ibn Hujr, un compañero del profeta islámico Mahoma. Su familia, que había ocupado muchos altos cargos en al-Ándalus, había emigrado a Túnez después de la caída de Sevilla ante los cristianos en el año 1248. Bajo la dinastía hafsí, algunos miembros de su familia ocuparon cargos políticos. Sin embargo, el padre y el abuelo de Abenjaldún se retiraron de la vida política y se unieron a una orden mística. Su hermano, Yahya Jaldún, también fue un historiador que escribió un libro sobre la dinastía Abdalwadid, y que fue asesinado por un rival por ser el historiógrafo oficial de la corte.

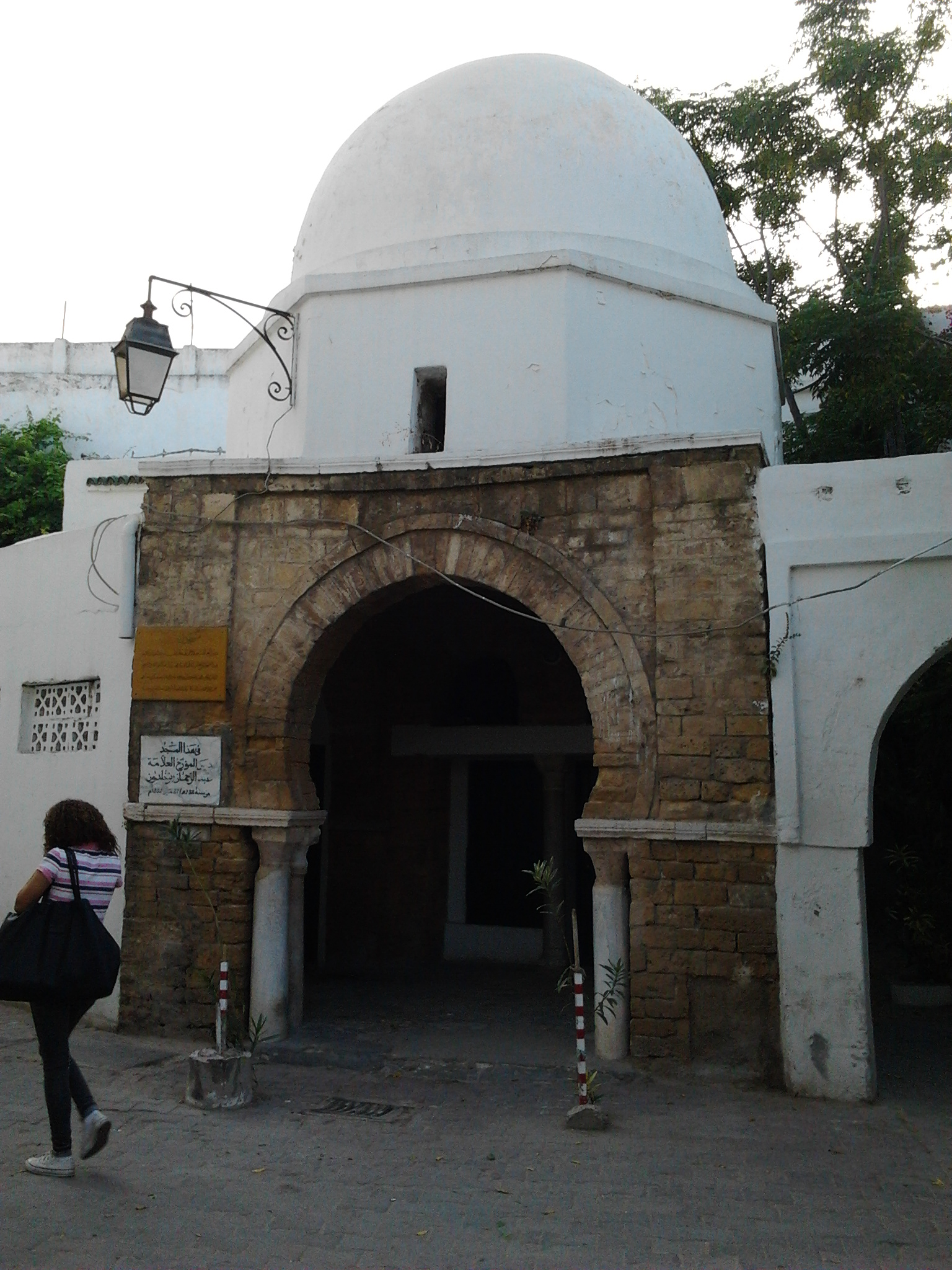
La mezquita donde Ibn Jaldún solía tomar sus lecciones

En su autobiografía, Abenjaldún remonta sus ancestros a la época de Mahoma a través de una tribu árabe de Yemen, específicamente de Hadhramaut, que llegó a la península ibérica en el siglo VIII al comienzo de la conquista islámica. En sus propias palabras: "Y nuestra ascendencia es de Hadhramaut, de los árabes de Yemen, a través de Wa'il ibn Hujr también conocido como Hujr ibn 'Adi, del mejor de los árabes, conocido y respetado". Sin embargo, el biógrafo Mohammad Enan cuestiona su afirmación, sugiriendo que su familia probablemente fue muladí, es decir, pobladores hispanorromanovisigodos convertidos al islam, que normalmente intentaban simular un origen árabe para obtener con ello un mayor estatus social. Sin embargo, el enfoque que Ibn Jaldún da en algunos de sus textos hacia los bereberes y la deferencia a veces muestra, sumado al hecho de que otros grupos de población dominados por los árabes, como los bereberes, también solían fingir un origen arábico, ha hecho pensar a algunos, que podría haber tenido una ancestralidad bereber. A pesar de ello, el erudito islámico Muhammad Hozien sostiene que "esa aproximación al pueblo [beréber] comenzó en el momento en que los antepasados de Abenjaldún dejaron Al-Andalus, y se mudaron a lo que actualmente es Túnez; ya que, a pesar de todo, siguieron manteniendo su pretensión acerca de su ascendencia árabe, incluso en épocas en las que los bereberes dominaron esos territorios, siendo la muestra mas evidente los reinados de Al-Marabats y Al-Mowahids, donde los Abenjaldún no reclamaron nada sobre su posible ascendencia bereber". Por tanto, de acuerdo al rastreo que Abenjaldún hizo sobre su propia genealogía, y según su apellido, parece más sólida la hipótesis de que su ascendencia sea árabe yemenita.

### Educación

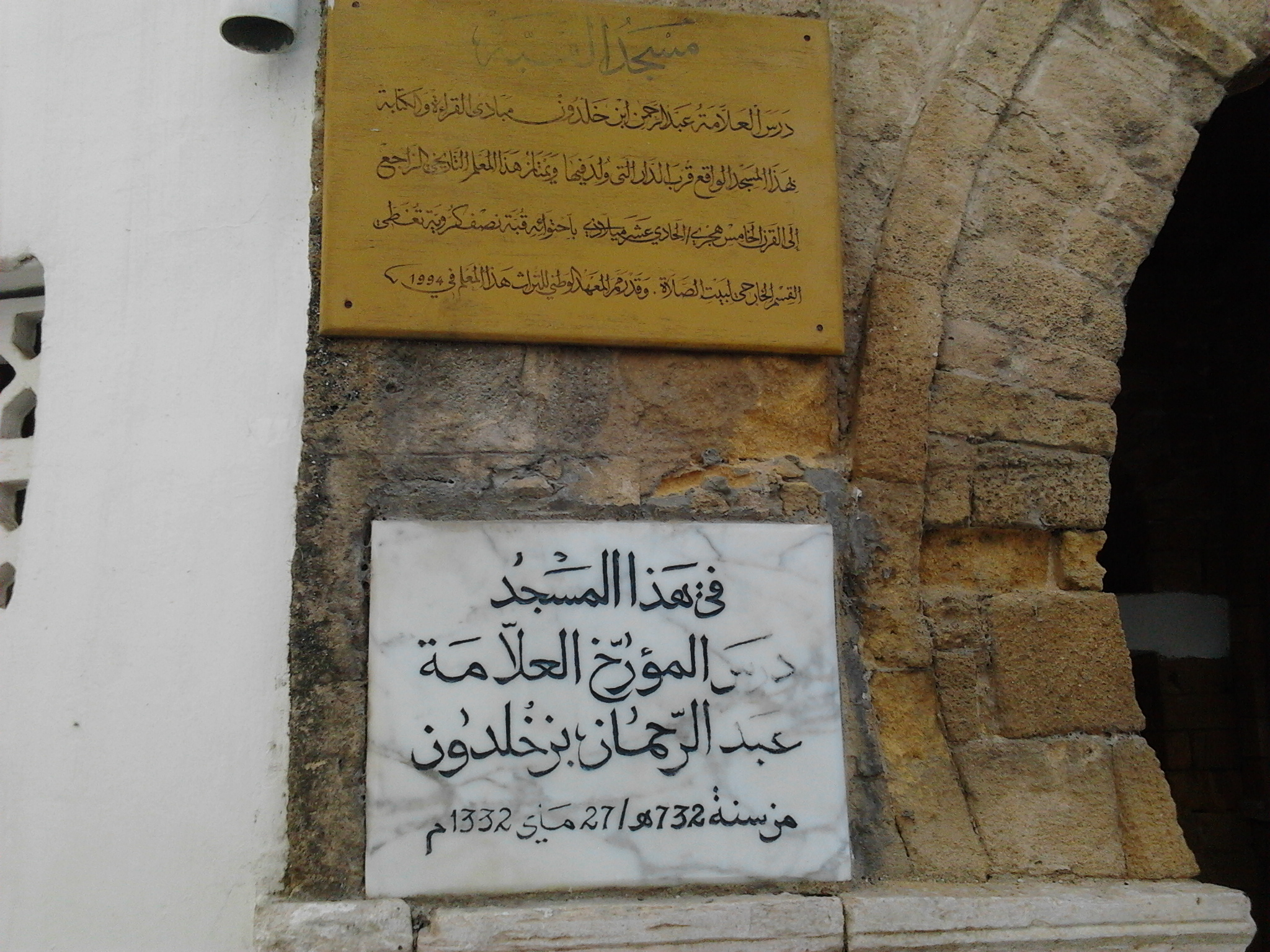
La mezquita donde Ibn Jaldún solía tomar sus lecciones

El alto rango de su familia le permitió a Abenjaldún estudiar con los mejores profesores del Magreb. Recibió una educación clásica islámica, estudiando el Corán que aprendió de memoria, lingüística árabe, la base para la comprensión del Corán, el hadiz, la sharia (ley) y el fiqh (jurisprudencia). Recibió la certificación (ijazah) para todos estos temas. El matemático y filósofo Al-Abili de Tlemcen lo introdujo en las matemáticas, la lógica y la filosofía, donde estudió sobre todo las obras de Averroes, Avicenna, Al-Razi y Al-Tusi. A la edad de 17 años, Abenjaldún perdió a sus dos padres en la Peste Negra, la epidemia intercontinental que azotó Túnez en 1348-1349. El impacto que la pandemia tuvo en el mundo de nuestro personaje es descrito con toda su crudeza en su famosa Introducción a la Historia Universal:
"Así siguió la situación hasta que, a mediados del actual siglo XIII, la población humana, tanto en oriente como en occidente, fue atacada por la terrible peste que royó a los pueblos, acabó con las gentes y arrasó muchos de los logros de la civilización y los hizo desaparecer. Cayo sobre las dinastías que estaban en su momento de decrepitud y habían alcanzado el límite de su término, e hizo que su sombra se recogiera, su filo se mellara y su poder se debilitara. Sus finanzas se desplomaron hasta la aniquilación y la desaparición, y la civilización fue extinguiéndose conforme se iban extinguiendo las personas. Las ciudades y los centros fabriles se despoblaron, las rutas y sus indicaciones fueron abandonadas, las viviendas y las mansiones se arruinaron, dinastías y grupos tribales se debilitaron, y el orbe se trastornó".
[1] Jaldún, I. (2008). Introducción a la historia universal (al-Muqaddima). Córdoba: Almuzara., pág. 52. Edición y traducción de Francisco Ruiz Girela.
Siguiendo la tradición familiar, Abenjaldún luchó por una carrera política. Frente a una situación política tumultuosa en el norte de África, esto requirió un alto grado de desarrollo de habilidades y el abandono de las alianzas con prudencia, para evitar caer en los regímenes efímeros de la época. La autobiografía de Abenjaldún es la historia de una aventura, en la que pasa tiempo en prisión, llega a los puestos más altos y cae de nuevo en el exilio.
Franz Rosenthal elabora una descripción psicológica del personaje en la introducción a su traducción de al-Muqaddima señalando que, si bien sintió afecto por su tierra natal, su verdadera patria espiritual fue España. De acuerdo con este autor, esta lealtad hacia la patria de sus ancestros explica su facilidad para cambiar de lealtades a lo largo de su vida, además de proporcionarle el necesario distanciamiento sobre los acontecimientos imprescindible para abstraer ideas generales y que le permitirían escribir su obra fundamental. Esta teoría es rechazada por Francisco Ruiz Girela, que considera que el “sentimiento andalusí de Abenjaldún […] no pasaba de ser una especie de nostalgia, más heredada que personalmente sentida”. Esta versión es sostenida por el profesor de Estudios Árabes e Islámicos Rafael Valencia Rodríguez, que hace referencia a los primeros textos castellanos del siglo XIII en los que se menciona la oferta que Pedro I de Castilla hizo a Abenjaldún, en la que se compromete a devolver los antiguos territorios de la familia Jaldún a cambio de entrar a formar parte de su servicio, acontecimiento que tuvo lugar durante una visita a la corte del rey castellano y que Jaldún rechazó.
[1] Ibídem. “The Muqaddimah frequently mentions the great contributions made by Spanish refugees to the cultural life of northwestern Africa and stresses the superiority of Spain and the originality of its civilization. This shows that Ibn Khaldun, more than a century after his family had left Spain, still considered himself to some extent a member of that glorious civilization.
[2] Jaldún, I. (2008). Introducción a la historia universal (al-Muqaddima). Córdoba: Almuzara., pág. XXI. Edición y traducción de Francisco Ruiz Girela.
[3] Valencia Rodríguez, R. (2007). La política según Abenjaldún. Ámbitos: revista de estudios de ciencias sociales y humanidades (18), pág. 19.

### Primeros años en Túnez, Fez, Tlemcen y Granada

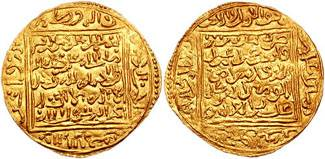
Moneda acuñada en Fez durante el reinado de Abu Inan Faris (1348–1358)

A la edad de 20 años, comenzó su carrera política en la Cancillería del gobernante tunecino Ibn Tafrakin con el puesto de Kātib al-'Alāmah (portador del sello), que consistía en escribir en caligrafía fina las típicas notas introductorias de los documentos de los funcionarios. En 1352, Abū Ziad, el Sultán de Constantina, marchó sobre Túnez y lo derrotó. Abenjaldún, en cualquier caso descontento con su posición respetada pero políticamente sin sentido, siguió a su maestro Abili a Fez. Aquí el sultán mariní Abū Inan Fares I lo nombró como escritor de proclamas reales, lo que no evitó que Abenjaldún maquinara contra su patrón. En 1357 esto trajo a su persona de 25 años una sentencia de prisión de 22 meses. Tras la muerte de Abū Inan en 1358, el visir Al-Hasan ibn-Umar le concedió la libertad y lo reinstaló en su rango y cargos. Abenjaldún luego conspiró contra el sucesor de Abū Inan, Abū Salem Ibrahim III, con el tío exiliado de Abū Salem. Cuando Abū Salem llegó al poder, le dio a Abenjaldún una posición ministerial, el primer puesto que correspondía a las ambiciones de Ibn Jaldún.

El trato que recibió Abenjaldún después de la caída de Abū Salem a través de Ibn-Amar'Abdullah, amigo de Ibn Jaldún, no fue de su agrado, ya que no recibió una posición oficial significativa. Al mismo tiempo, Amar impidió con éxito que Ibn Jaldún, cuyas habilidades políticas conocía bien, se aliara con Abd al-Wadids en Tlemcen. Abenjaldún decidió mudarse a Granada. Podía estar seguro de una bienvenida positiva allí, ya que en Fez había ayudado al sultán de Granada, el Nasrid Muhammad V, a recuperar el poder de su exilio temporal. Abenjaldún desempeñó una misión diplomática en favor del reino de Granada, en concreto, en Sevilla ante Pedro I de Castilla, el Cruel o el Justiciero en 1364, para respaldar un tratado de paz. Abenjaldún llevó a cabo con éxito esta misión, y cortésmente rechazó la oferta de Pedro de permanecer en su corte de Sevilla y que le devolvieran las posesiones españolas de su familia en Dos Hermanas.

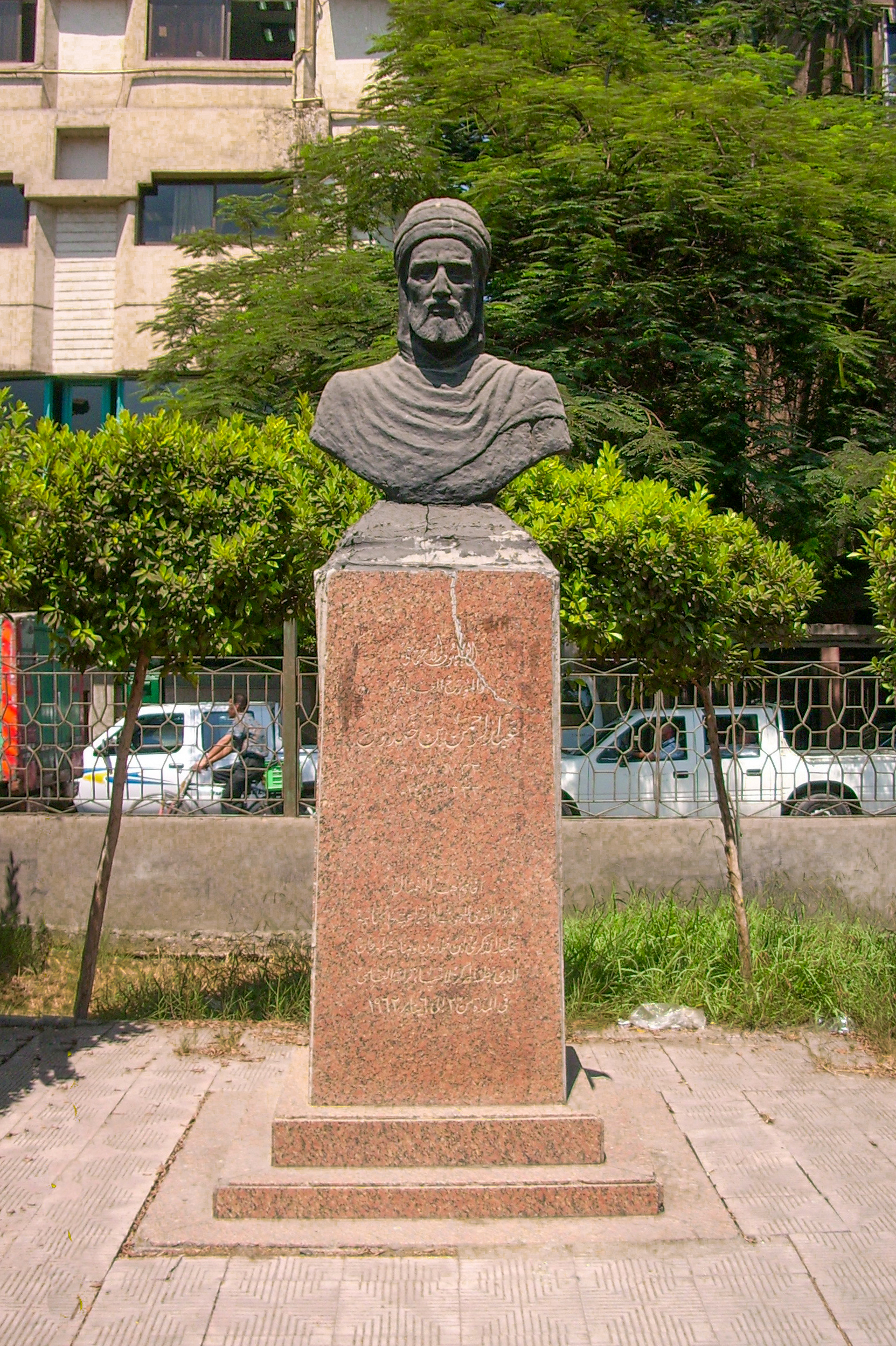
Estatua y Plaza Abenjaldún, Mohandessin, El Cairo

En Granada, Abenjaldún rápidamente entró en competencia con el visir de Muhammad, Ibn al-Jatib, quien veía la estrecha relación entre Muhammad e Ibn Jaldún con creciente desconfianza. Abenjaldún intentó dar forma al joven sultán en su ideal de gobernante sabio, una empresa que Ibn al-Jatib pensó que era un peligro para la paz en el país, y la historia le demostró que tenía razón. Ante la instigación de al-Jatib, Abenjaldún finalmente fue enviado de regreso a África del Norte. El propio Al-Jatib fue acusado por Muhammad de tener puntos de vista filosóficos poco ortodoxos y fue asesinado, a pesar del intento de Abenjaldún de interceder en nombre de su antiguo rival.
En su autobiografía, Abenjaldún nos dice poco sobre su conflicto con Ibn al-Jatib y las razones de su partida. El orientalista Muhsin Mahdi interpreta que esto muestra que Abenjaldún se dio cuenta más tarde de que había juzgado completamente mal a Muhammad V.
De vuelta en África, el sultán hafsid de Bugía, Abū'Abdallāh (que había sido su compañero en la prisión) lo recibió con gran entusiasmo e hizo de Abenjaldún su primer ministro. Durante este período, Abenjaldún llevó a cabo una misión audaz para recaudar impuestos entre las tribus bereberes locales. Después de la muerte de Abū'Abdallāh en 1366, Abenjaldún cambió de bando una vez más y se alió con el sultán de Tlemcen, Abū l-Abbas. Unos años más tarde fue hecho prisionero por Abu Faris Abdul Aziz, que había derrotado al sultán de Tlemcen y se había apoderado del trono. Luego ingresó en un establecimiento monástico y se ocupó de deberes académicos hasta que en 1370 fue enviado a Tlemcen por el nuevo sultán. Después de la muerte de'Abdu l-Azīz, residió en Fez, disfrutando del mecenazgo y la confianza del regente.
Las habilidades políticas de Abenjaldún, sobre todo su buena relación con las tribus bereberes, tenían una gran demanda entre los gobernantes del norte de África, mientras que él mismo comenzó a cansarse de la política y el cambio constante de lealtades. En 1375 fue enviado por Abū Hammu, el'Abdu l Wadid Sultan de Tlemcen, en una misión a las tribus árabes Dawadida de Biskra. Después de su regreso, Abenjaldún buscó refugio en una de las tribus bereberes, en el oeste de Argelia, en la ciudad de Qalat Ibn Salama. Vivió allí durante más de tres años bajo su protección, aprovechando su aislamiento para escribir el Muqaddimah "Prolegómenos", la introducción a su historia planificada del mundo. En Ibn Salama, sin embargo, carecía de los textos necesarios para completar el trabajo. Como resultado, en 1378, regresó a su Túnez natal, que mientras tanto había sido conquistada por Abū l-Abbas, quien llevó a Abenjaldún a su servicio. Allí se dedicó casi exclusivamente a sus estudios y completó su historia del mundo. Su relación con Abū l-Abbas se mantuvo tensa, ya que este último cuestionaba su lealtad. Esto se puso en agudo contraste después de que Abenjaldún le entregara una copia de la historia completa omitiendo el panegírico usual del gobernante. Con el pretexto de ir al Hajj a La Meca, algo a lo que un gobernante musulmán no podía negar el permiso, Abenjaldún pudo salir de Túnez y zarpar hacia Alejandría. 

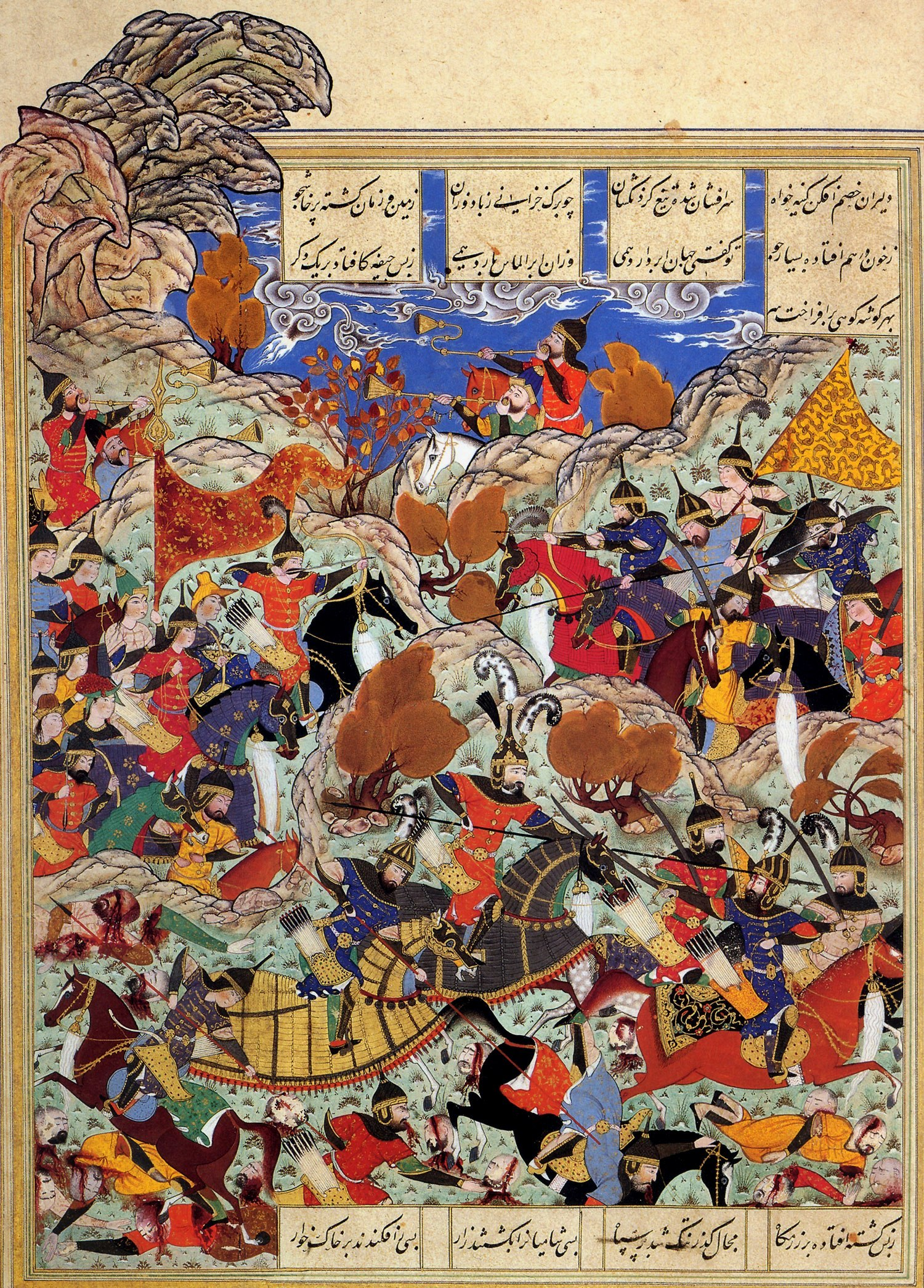
Timur derrotando al Sultán Nasir-ad-Din Faraj de Egipto

### Últimos años en Egipto
Abenjaldún dijo de Egipto: "El que no lo ha visto no conoce el poder del Islam". Mientras que otras regiones islámicas tuvieron que hacer frente a las guerras fronterizas y las luchas internas, bajo los sultanes mamelucos Egipto experimentó un período de prosperidad económica y alta cultura. Sin embargo, incluso en Egipto, donde Abenjaldún vivió, no podía mantenerse al margen de la política por completo. En 1384, el sultán egipcio, al-Malik udh-Dhahir Barquq, lo nombró profesor de la Qamhiyyah Madrasah y gran Qadi de la escuela de fiqh Maliki (una de las cuatro escuelas, la escuela Maliki se difundió principalmente en el África occidental). Sin embargo, sus esfuerzos de reforma encontraron resistencia, y al cabo de un año tuvo que renunciar a su cargo de juez. Un factor que contribuyó a su decisión de dimitir pudo haber sido el fuerte golpe personal que sufrió en 1384, cuando un barco que transportaba a su esposa e hijos se hundió en la costa de Alejandría. Abenjaldún decidió entonces completar la peregrinación a La Meca después de todo.
Después de su regreso en mayo de 1388, Abenjaldún se concentró más fuertemente en una función puramente educativa en varias madrasas de El Cairo. En la corte perdió el favor por un tiempo, ya que durante las revueltas contra Barquq, él -al parecer bajo coacción- junto con otros juristas de El Cairo emitió un Fatwa contra Barquq. Las relaciones posteriores con Barquq volvieron a la normalidad, y una vez más fue nombrado el qadi de Maliki. En total, lo llamaron seis veces para este alto cargo, que por diversas razones nunca ocupó durante mucho tiempo.
En 1401, bajo el sucesor de Barquq, su hijo Faraj, Abenjaldún tomó parte en una campaña militar contra el conquistador mongol Tamerlán (Timur), que asedió Damasco. Abenjaldún arrojó dudas sobre la viabilidad de la empresa y realmente no quería salir de Egipto. Sus dudas fueron vindicadas, ya que el joven e inexperto Faraj, preocupado por una revuelta en Egipto, dejó su ejército a su suerte en Siria y se apresuró a regresar a casa. Abenjaldún permaneció en la ciudad sitiada durante siete semanas, siendo bajado sobre la muralla de la ciudad con cuerdas para negociar con Tamerlán, en una serie histórica de reuniones de las que informa ampliamente en su autobiografía. Timur le preguntó en detalle sobre las condiciones en las tierras del Magreb; a petición suya, Abenjaldún incluso escribió un largo informe al respecto. Al reconocer las intenciones detrás de esto, no vaciló, a su regreso a Egipto, en redactar un informe igualmente extenso sobre la historia de los tártaros, junto con un estudio del carácter de Timur, enviándolos a los gobernantes meriníes en Fez (Magreb).
Abenjaldún pasó los siguientes cinco años en El Cairo completando su autobiografía y su historia del mundo y actuando como maestro y juez. Durante este tiempo, se alega que se unió a una secta clandestina llamada Rijal Hawa Rijal. Sus ideales orientados a la reforma atrajeron la atención de las autoridades políticas locales y el anciano Abenjaldún fue arrestado. Murió el 17 de marzo de 1406, un mes después de su sexta selección para el cargo de Maliki Qadi (Juez).

## Su obra

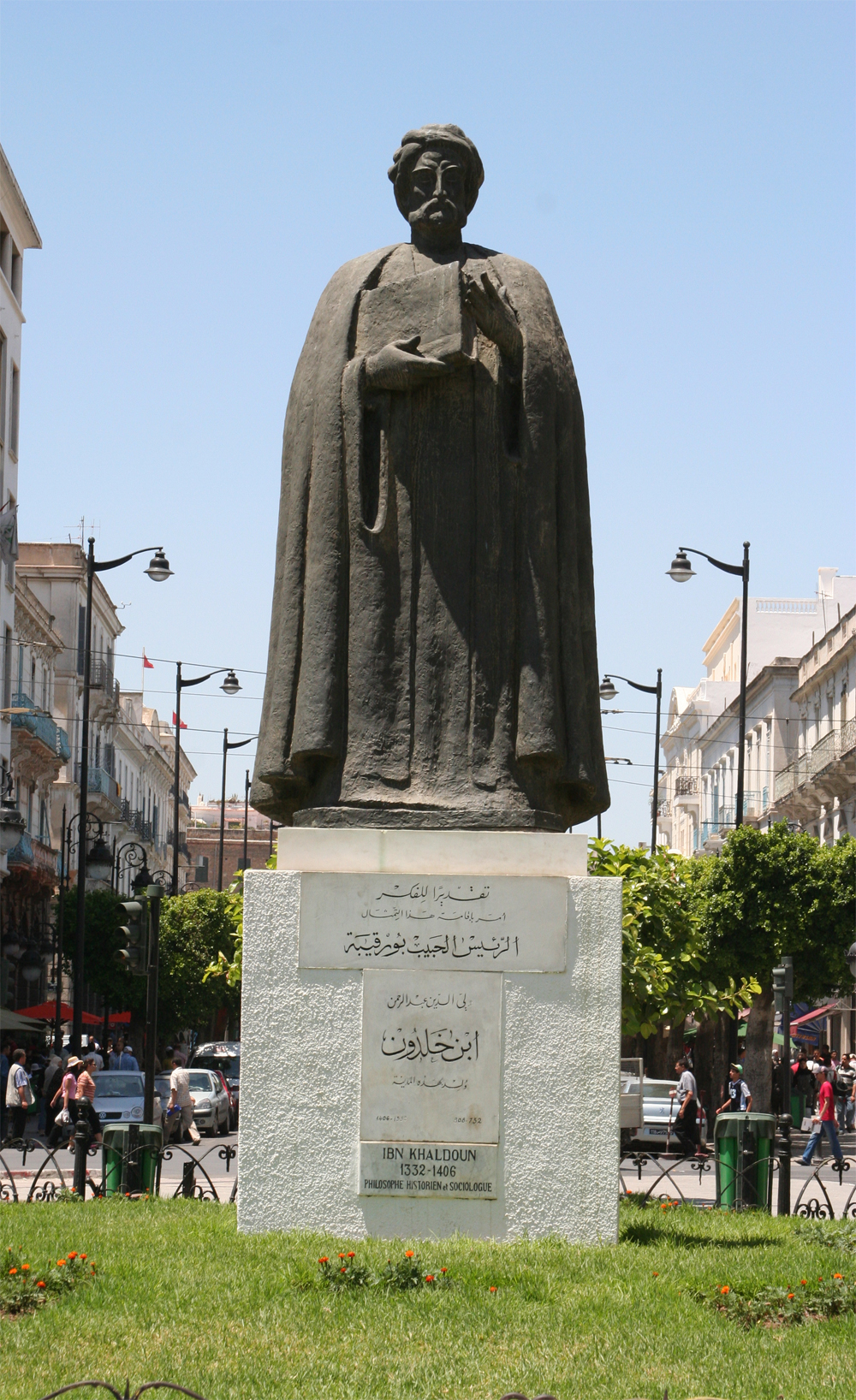
Estatua de Abenjaldún en Túnez.

### Kitāb al-'Ibar
La obra principal de Abenjaldún es el Libro de la evidencia, registro de los inicios y eventos de los días de los árabes, persas y bereberes y sus poderosos contemporáneos (Kitābu l-ʕibar wa Diwānu l-Mubtada' wa l-Ħabar fī Ayyāmi l-ʕarab wa l-ʕajam wa l-Barbar wa man ʕĀṣarihim min ḏuwī s-Sulṭāni l-Akbar كتاب العبر وديوان المبتدأ والخبر في أيام العرب والعجم والبربر ومن عاصرهم من ذوي السلطان الأكبر) que está dividido en siete libros. El primero de ellos es la Muqaddima o Prolegómenos, que prologa al resto de la obra, aunque posteriormente se ha tratado como una obra independiente. Los volúmenes del dos al cinco cubren la historia de la Humanidad hasta los tiempos de Abenjaldún. Los volúmenes seis y siete cubren la historia de los pueblos bereberes y del Magreb. Su historia es, como él mismo lo afirma, una Historia Universal y abarca el análisis de historias de otros pueblos como los asirios, hebreos, griegos y romanos.
A pesar de los errores que se originaron en la obra de Fez en el siglo XIV, Rawḍ al-Qirṭās (probablemente de Ibn Abi Zar), en la cual se inspiró Jaldún, al-'Ibar sigue siendo una fuente importante para la historia bereber. La obra historiográfica ha sido criticada aún más por su síntesis de múltiples fuentes (a veces contradictorias) en ausencia de citas originales, y aquí Jaldún se aparta del estilo clásico de los historiadores árabes como Ibrahim ibn ar-Raqīq (~ d.1028) o al -Mālikī.
Con respecto a la disciplina de la sociología, concibió una teoría del conflicto social. Desarrolló la dicotomía entre la vida sedentaria y la vida nómada, así como el concepto de "generación" y la inevitable pérdida de poder que ocurre cuando los guerreros del desierto conquistan una ciudad. Siguiendo a un erudito árabe contemporáneo, Sati 'al-Husri, el Muqaddimah puede leerse como una obra sociológica. Los temas tratados en este trabajo incluyen política, vida urbana, economía y conocimiento. El trabajo se basa en el concepto central de Abenjaldún de aṣabiyyah, que se ha traducido como "cohesión social", "solidaridad grupal" o "tribalismo". Esta cohesión social surge espontáneamente en tribus y otros pequeños grupos de parentesco; pero puede ser intensificada y ampliada por una ideología religiosa. El análisis de Abenjaldún analiza cómo esta cohesión lleva a los grupos al poder, pero contiene dentro de sí las semillas (psicológicas, sociológicas, económicas, políticas) de la caída del grupo, para ser reemplazadas por un nuevo grupo, dinastía o imperio vinculado por un grupo más fuerte (o de cohesión menos reciente y más vigorosa). Abenjaldún ha sido tildado a veces de racista, pero sus teorías sobre el ascenso y la caída de imperios no tienen ningún componente racial, y esta lectura de su obra se ha atribuido a errores de traducción.
Tal vez la observación más frecuentemente citada del trabajo de Abenjaldún es la noción de que cuando una sociedad se convierte en una gran civilización (y, presumiblemente, la cultura dominante en su región), su punto álgido es seguido por un período de decadencia. Esto significa que el siguiente grupo cohesivo que conquista la civilización menguada es, en comparación, un grupo de bárbaros. Una vez que los bárbaros solidifican su control sobre la sociedad conquistada, sin embargo, se sienten atraídos por sus aspectos más refinados, como la alfabetización y las artes, y se asimilan o se apropian de tales prácticas culturales. Luego, eventualmente, los ex bárbaros serán conquistados por un nuevo grupo de bárbaros, quienes repetirán el proceso.
Uno de los principales aportes de Abenjaldún a la historiografía es su ruptura con el concepto anterior. Ni en el mundo antiguo, ni en la Edad Media, tanto en Occidente como en el mundo musulmán, existe un antecedente en relación con el concepto de historia de Abenjaldún. Su manera de enfocar el devenir histórico, así como todos los elementos que influyen en él, es muy similar al que siglos después establecerían los Annales dirigidos por Marc Bloch, Lucien Febvre o Fernand Braudel. En ambos casos, se puede decir que realizan una historia social, en la cual el ser humano es el protagonista, no un individuo, sino toda la colectividad. Se puede decir sin ningún temor que Abenjaldún es el "padre" de la historia en el concepto contemporáneo de esta disciplina.

### Pensamiento económico
Entre los aportes a la economía de Abenjaldún, se incluye el descubrimiento de la dinámica de los mercados. Analiza también conceptos económicos fundamentales como población, precio, beneficio, lujo y formación de capital. Todos estos conceptos son analizados en sus obras, donde también traza las interrelaciones entre ellos.
Abenjaldún esboza un ejemplo temprano (posiblemente incluso el más antiguo) de economía política. Describe la economía como compuesta de procesos de valor añadido; es decir, el trabajo y la habilidad se agregan a las técnicas y artesanías, y el producto se vende a un valor más alto. También hace un llamamiento a la creación de una ciencia para explicar la sociedad y continúa esbozando estas ideas en su obra principal, la Muqaddimah. Abenjaldún se apartó de la norma que los historiadores musulmanes siguieron y rechaza su enfoque en la credibilidad del transmisor y se enfoca en cambio en la validez de las historias y alienta el pensamiento crítico.
Abenjaldún también enfatizó en el Sistema Monetario Islámico que la moneda o el dinero deberían tener un valor intrínseco. Y debe estar compuesto de oro y plata, es decir, un dinar de oro y un dirham de plata. También hizo hincapié en que el peso y la pureza de estas monedas se debían seguir estrictamente. Como el peso de un dinar debe ser un mithqal, es decir, igual al peso de 72 granos de cebada (igual a casi 4,25 gramos) y el peso de 7 dinares debe ser igual al peso de 10 dirhams (que equivalen a 7/10 de Mithqal o 2,975 gramos). Y según él, estas monedas deben usarse en leyes relacionadas con el impuesto de beneficencia (Zakat), las multas legales fijas y otras cosas. [29]
Para Abenjaldún, la historia es el análisis de las civilizaciones tanto en el aspecto externo como interno: externamente, a través del relato cronológico de los hechos; internamente, mediante un análisis lógico e interrelacionado de los acontecimientos históricos para ubicar sus consecuencias en el presente y las tendencias de futuro.

### Pensamiento social
En lo relativo a la sociología, es particularmente interesante su concepción sobre la existencia de un conflicto central (ciudad versus desierto). Debido a su análisis de los conflictos sociales, sociólogos modernos de la teoría del conflicto como Ludwig Gumplowicz, Gustav Ratzenhofer y Franz Oppenheimer han demostrado un creciente interés en Abenjaldún:

La importancia del método de conocimiento racionalista empleado por Abenjaldún del todo acorde con su condición de creyente, pero sin subordinar el conocimiento y la interpretación de la realidad a las descripciones contenidas en el Corán o en los hadices. «Abenjaldún pone entre paréntesis a Dios», resume Charfi. En el libro sexto del Muqaddima o los Prolegómenos, queda claro que es la reflexión fundada sobre la experiencia lo que permite literalmente al hombre hacerse tal por encima de un mundo animal sujeto a los sentidos. Cabe admitir por cuestión de fe una forma de conocimiento superior, estrictamente espiritual, propio de los ángeles, pero sin incidencia alguna sobre el conocimiento humano. Es sobradamente conocida la utilización de este criterio para explicar el carácter cíclico de las civilizaciones, y a su núcleo, la interacción conflictiva entre el modo de vida nómada y el urbano o civilizado. Lo es menos la profundización que lleva a cabo Abenjaldún en el análisis de una vida nómada, adscrita al mundo árabe, sin concesión alguna y en la cual va incluida una interpretación de la génesis del Islam de cuya vigencia dan cuenta especialistas como Patricia Crone. Dotado de una fuerza propia, derivada de la cohesión grupal o asabiyya, el mundo árabe nómada es violento, depredador y en principio incapaz de formar un imperio. Todo cambia, sin embargo, cuando sobre esa rudeza de costumbres incide la religión llevada por un Profeta a sus corazones: «Entonces la unificación más cabal se lleva a efecto entre ellos poniéndolos en condiciones de efectuar las conquistas y de fundar un imperio». 

La epistemología de Abenjaldún intentó reconciliar el misticismo con la teología dividiendo la ciencia en dos categorías diferentes, la ciencia religiosa que considera las ciencias del Corán y la ciencia no religiosa. Además, clasificó las ciencias no religiosas en ciencias intelectuales como la lógica, la aritmética, la geometría, la astronomía, etc. y las ciencias auxiliares, como el lenguaje, la literatura, la poesía, etc. También sugirió que posiblemente aparecerán más divisiones sobre el futuro. Trató de adaptarse al comportamiento e influencia cultural de todas las sociedades posibles en educación, economía y política. Sin embargo, no creía que las leyes fueran elegidas por un solo líder o un pequeño grupo de individuos, sino principalmente por la mayoría de los individuos de una sociedad.
Para Ibn Jaldún, el estado es una necesidad de la sociedad humana para restringir la injusticia dentro de la sociedad, sin embargo, el estado significa fuerza, y por lo tanto la injusticia misma. No obstante, todas las sociedades deben tener un estado que las rija, de lo contrario es imposible establecer una sociedad. Intentó estandarizar la historia de las sociedades identificando los fenómenos ubicuos de todas las sociedades. Para él, la civilización es un fenómeno que estará presente mientras existan los humanos. Caracteriza el cumplimiento de las necesidades básicas como el comienzo de la civilización. Si bien al principio, las personas buscarán diferentes formas de aumentar la productividad desde las necesidades básicas y se producirá la expansión. Más tarde, la sociedad comenzará a ser más sedentaria y se enfocará más en la artesanía, las artes y las características más refinadas de una sociedad. Al final de una sociedad, la sociedad se debilitará, permitiendo que otro pequeño grupo de individuos controle la sociedad. El grupo conquistador se describe como un grupo insatisfecho dentro de la propia sociedad o un grupo de bárbaros del desierto que atacan constantemente a otras sociedades más débiles o debilitadas.
En el Muqaddimah, el trabajo más importante de Abenjaldún, reflexiona cuidadosa y escrupulosamente sobre una introducción de la filosofía de la historia de una manera general, basada en patrones observables dentro de un marco teórico de eventos históricos conocidos de su tiempo. Describe los comienzos, el desarrollo, las tendencias culturales y la caída de todas las sociedades, lo que lleva al surgimiento de una nueva sociedad que seguirá las mismas tendencias en un ciclo continuo. Abenjaldún no creó un modelo perfecto para una sociedad durante su vida, pero sí creía que era necesario un nuevo modelo para gestionar la sociedad y asegurar su continuo crecimiento económico. Además, recomendó los mejores enfoques políticos para desarrollar una sociedad de acuerdo con su conocimiento de la historia. Hizo hincapié en que una buena sociedad sería aquella en la que la tradición de la educación está profundamente enraizada en su cultura. Abenjaldún introdujo la palabra asabiya (solidaridad, sentimiento grupal o conciencia de grupo) para explicar el tribalismo. El concepto de asabiya se ha traducido como "cohesión social", "solidaridad grupal" o "tribalismo". Esta cohesión social surge espontáneamente en tribus y otros pequeños grupos de parentesco (Rashed, 2017).
Además, Abenjaldún creía que demasiada burocracia, como los impuestos y las legislaciones, conduciría al declive de una sociedad, ya que restringiría el desarrollo de una mano de obra más especializada (aumento de académicos y desarrollo de diferentes servicios). Creía que los burócratas no pueden entender el mundo del comercio y no poseen la misma motivación que un hombre de negocios.
En su obra Muqaddimah, Abenjaldún enfatiza la facultad de los seres humanos de pensar (fikr) como lo que determina el comportamiento humano y los patrones ubicuos. Esta facultad es también lo que inspira a los seres humanos a formar una estructura social para cooperar en la división del trabajo y la organización. Según Zaid Ahmand en Epistemology and the Human Dimension in Urban Studies, la facultad de fikr es el pilar de apoyo para todos los aspectos filosóficos de la teoría de Abenjaldún relacionada con las tendencias espirituales, intelectuales, físicas, sociales y políticas de los seres humanos.
Otro concepto importante que enfatiza en su trabajo es el dominio de la artesanía, los hábitos y las habilidades. Esto tiene lugar después de que se establece una sociedad y, según Ibn Jaldún, el nivel de logro de una sociedad se puede determinar simplemente analizando estos tres conceptos. Una sociedad en sus primeras etapas es nómada y principalmente preocupada por la supervivencia, mientras que una sociedad en una etapa posterior es sedentaria, con mayores logros en la artesanía. Se esperaría que una sociedad con una cultura sedentaria y una política estable tenga mayores logros en artesanía y tecnología.
Abenjaldún también enfatizó en su teoría de la epistemología el aspecto importante que desempeña la tradición educativa para asegurar que las nuevas generaciones de una civilización mejoren continuamente en las ciencias y desarrollen la cultura. Abenjaldún argumentó que sin el fuerte establecimiento de una tradición educativa, sería muy difícil para las nuevas generaciones mantener los logros de las generaciones anteriores, y mucho menos mejorarlas.
Otra forma de distinguir el logro de una sociedad sería el factor de lenguaje de una sociedad, ya que para él el elemento más importante de una sociedad no sería la tierra, sino la lengua hablada por ellos. Se sorprendió de que muchos no árabes tuvieran realmente éxito en la sociedad árabe, tuvieran buenos trabajos y fueran bien recibidos por la comunidad. "Estas personas no eran árabes por descendencia, pero crecieron entre los árabes que poseían el hábito del árabe", recordó Abenjaldún una vez, "debido a esto, fueron capaces de dominar el árabe tan bien como puede serlo". Creía que la razón por la cual los no árabes eran aceptados como parte de la sociedad árabe se debía a su dominio del idioma árabe.
Abenjaldún creía que cada vez que la faceta literaria de una sociedad alcanza sus niveles más altos deja de indicar logros sociales, pero es un embellecimiento de la vida. Para las ciencias lógicas, estableció el conocimiento en su nivel más alto como un logro de académicos y un aumento de la calidad del conocimiento. Para él, el nivel más alto de producciones literarias se manifiesta en la prosa, los poemas y el enriquecimiento artístico de una sociedad.

### Obras menores
De otras fuentes, sabemos de varias otras obras, principalmente compuestas durante el tiempo que pasó en el norte de África y Al-Andalus. Su primer libro, Lubābu l-Muhassal, un comentario sobre la teología islámica de Fakhr al-Din al-Razi, fue escrito a la edad de 19 años bajo la supervisión de su maestro al-Ābilī en Túnez. Un trabajo sobre el sufismo, Shifā'u l-Sā'il, fue compuesto alrededor de 1373 en Fez, Marruecos. Mientras que en la corte de Muhammed V, Sultán de Granada, Abenjaldún compuso una obra sobre lógica,'Allaqa li-s-Sulṭān.  Del mismo modo, cabe apuntar que también ha realizado un tratado de aritmética, e incluso ha hecho alusión a poetas como Ibn al Jatib, haciendo un comentario sobre el mismo y llegó a elaborar un resumen de las obras de Averroes.